# 我們的青春日誌
《我們的青春日誌》（英語：Our Journal of Springtime），是一部香港粵語音樂劇，由劇團「爆炸戲棚」製作，該團創辦人陳恩碩身兼編劇、作曲、填詞、導演及監製多職，以中學生面對公開考試的壓力，以及對夢想、愛情等人生方面的追求為題材。此劇於2018年試演，2022年起長期公演，至2025年公演逾600場，創香港最長壽音樂劇之紀錄。

## 概述
香港劇團「爆炸戲棚」的創辦人陳恩碩曾在英國修讀戲劇，期間他有感海外不乏能公演多年的長壽音樂劇，回到香港後便以製作本地長壽音樂劇為目標，創作了此粵語音樂劇《我們的青春日誌》。陳恩碩身兼編劇、作曲、填詞、導演及監製多職。此劇於2018年試演20場，2019年開始正式公演，但後因2019冠状病毒病疫情而取消了部分場次，2018-2020年共公演過57場。2022年「爆炸戲棚」選址於葵興建立自己的劇場，此劇在該年9月起在其劇場長期公演，並獲得英皇娛樂等其他三個投資者聯合出品。2023年起，在香港一些中學演出學校巡迴版本100場。至2024年公演逾500場，至2025年公演逾600場，持續創下香港最長壽音樂劇之紀錄。
全劇時長約2小時45分鐘，分為兩幕。

## 劇情大綱
故事以一所名校「仁德中學」為背景，講述注重名利的教育家嚴麗珍校長，為了在自己退休前獲得最後的榮譽，對中六精英班一眾學生進行嚴厲特訓，誓要讓他們在香港中學文憑考試（DSE）中獲得佳績。期間嚴校長重遇生活簡樸而樂天的初戀情人高立仁。學生們對愛情、夢想（個人興趣的發展）等人生方面的追求，與嚴校長的價值觀相違背，充滿壓力的學生遂作出反抗。氣結的校長經過與高立仁的一番心聲互訴，對人生有所反思。劇本分別從教師、學生、家長三個角度作為切入點。

## 角色與演員
正式公演版本的早期演員陣容包括關寶慧、陳倩妮、杜小喬、譚永浩、陳健豪、歐陽偉豪、林以諾、丁可欣、劉威煌等，其中飾演主要男女學生角色的杜小喬與譚永浩因此劇結緣，成為情侶。角色演員多有輪替，在長期公演後不時邀請不同演藝界人士作限定演出。杜小喬（後改名為杜以辰）及黃筠兒均曾分別飾演過劇中兩個主要女學生角色。
一些演員由最初的配角演員，逐漸被提拔為主角，如駱靖琳。2023年起的學校巡迴版本有起用新晉演員擔任主角，如陳玉幸。
| 角色        | 簡介                                                                                     | 各版本演員                                         | 各版本演員                                         | 各版本演員                                                                                     | 各版本演員                                     |
| 角色        | 簡介                                                                                     | 試演                                               | 2019-2020年                                        | 2022年起或年份不明                                                                             | 限定演出                                       |
| ----------- | ---------------------------------------------------------------------------------------- | -------------------------------------------------- | -------------------------------------------------- | ---------------------------------------------------------------------------------------------- | ---------------------------------------------- |
| 嚴麗珍      | 嚴厲的校長，設定上60多歲；主張學業成績至上，反對學生花費精力在課外活動及談戀愛。         | 陳倩妮                                             | 陳倩妮、關寶慧、馮夏賢、黃翠儀                     | 黃翠儀（多年來主要演員，曾在沒有輪替下長期演出，至2024年10月）、廖愛玲、李明珠、陳嘉璐、關寶慧 | 向海嵐                                         |
| 年青嚴麗珍  | 高中時期的嚴麗珍。                                                                       | 由某一女學生角色的演員兼任（具體演員信息涉及劇透） | 由某一女學生角色的演員兼任（具體演員信息涉及劇透） | 由某一女學生角色的演員兼任（具體演員信息涉及劇透）                                             | 詹天文、江嘉敏、潘藝桐、黃可盈、文凱婷、潘靜文 |
| 高立仁      | 嚴麗珍的初戀情人，經營咖啡店及茶餐廳。                                                   | 關卓城                                             | 林以諾、歐陽偉豪、黃品逢                           | 譚偉權、彭迦麒、李宙熹、梁文傑、李家倫                                                         | 強尼                                           |
| 年青高立仁  | 高中時期的高立仁。                                                                       | 由某一男學生角色的演員兼任（具體演員信息涉及劇透） | 由某一男學生角色的演員兼任（具體演員信息涉及劇透） | 由某一男學生角色的演員兼任（具體演員信息涉及劇透）                                             |                                                |
| Jessica     | 女學生，性格純品的班長，前學生會會長。                                                   | 梁家恩                                             | 黃靜賢、杜小喬                                     | 黃筠兒、廖嘉敏、駱靖琳、杜小喬 、連佳麗                                                        |                                                |
| Victor      | 男學生，足球球會隊員，欲參加英國球會青年軍選拔；與Jessica發展戀情。                      | 潘嘉駿                                             | 陳健豪、譚永浩                                     | 譚永浩、唐曉楓、黃進林、楊曜聰、藍杰、温詠傑                                                   |                                                |
| Nancy       | 女學生，Jessica之友，新任學生會會長；性好「收兵」（同時吸引多位異性追隨者）。            | 朱泳澄                                             | 丁可欣、朱泳澄                                     | 杜以辰（即杜小喬）、張詠怡、黃筠兒、黃靖程、梁皓婷                                             | 蘇韻姿                                         |
| Alex        | 男學生，轉校生；來自中醫世家，喜歡登山，性格害羞；欲追求Nancy。                          | 蔡錦煒                                             | 劉威煌                                             | 楊皓鈞、李白、司徒卓天、趙璟麟                                                                 |                                                |
| Angus       | 男學生，Nancy的「兵」之一。                                                              | 羅永年                                             |                                                    | 司徒卓天、麥樂同、何駿良                                                                       |                                                |
| 張sir       | 數學教師，因容許自己的學生發展演藝事業而被嚴麗珍責罵；又被嚴麗珍嘲諷無法維持婚姻。       | 羅永年                                             |                                                    | 司徒卓天、麥樂同、何駿良                                                                       |                                                |
| Dicky       | 男學生，Nancy的「兵」之一。                                                              |                                                    |                                                    | 葉梓墩、余昭烙                                                                                 |                                                |
| 嚴麗珍爸爸  | 出現於嚴麗珍高中時代的回憶，畏妻。                                                       |                                                    |                                                    | 葉梓墩、余昭烙                                                                                 |                                                |
| 教練        | Victor參加的足球球會教練。                                                               |                                                    |                                                    | 葉梓墩、余昭烙                                                                                 |                                                |
| Harry       | 男學生，Nancy的「兵」之一。                                                              | 梁栢睿                                             |                                                    | 黃瑞幛、余惠明                                                                                 |                                                |
| 70年代校長  | 嚴麗珍與高立仁高中時代的校長。                                                           | 梁栢睿                                             | 林智樂                                             | 黃瑞幛、余惠明                                                                                 |                                                |
| 陳sir       | 較年長的教師，被嚴麗珍嘲諷追求異性失敗。                                                 | 梁栢睿                                             |                                                    | 黃瑞幛、余惠明                                                                                 |                                                |
| Miss Lam    | 中史教師，因容許自己的學生玩紙牌遊戲「三國殺」而被嚴麗珍責罵；又被嚴麗珍嘲諷與男友吵架。 |                                                    |                                                    | 駱靖琳、陳心姸、彭晞晴                                                                         |                                                |
| 嚴校長媽媽  | 出現於嚴麗珍高中時代的回憶，著名教育家。                                                 |                                                    |                                                    | 楊雅麟、易彥筠、黃灝瀅                                                                         |                                                |
| Annie       | 女學生                                                                                   |                                                    |                                                    | 黃晴、王嘉莉、黃泓蒨                                                                           |                                                |
| Victor爸爸  | 低學歷家長，期望Victor升讀大學，反對其成為足球員。                                       |                                                    |                                                    | 葉運強                                                                                         | 林柏希                                         |
| Victor媽媽  | 低學歷家長，期望Victor升讀大學；因不諳英語而遭受其他家長白眼，讓Victor覺得丟臉。         | 蕭翠兒                                             | 蕭翠兒                                             | 鍾韶瀠、黃詠詩、張靜賢                                                                         |                                                |
| Jessica媽媽 | 與丈夫離異的單親母親，事業女性。                                                         |                                                    |                                                    | 馬雪宜、容小敏、方結瑩                                                                         |                                                |

### 限定演出與其他演員紀錄

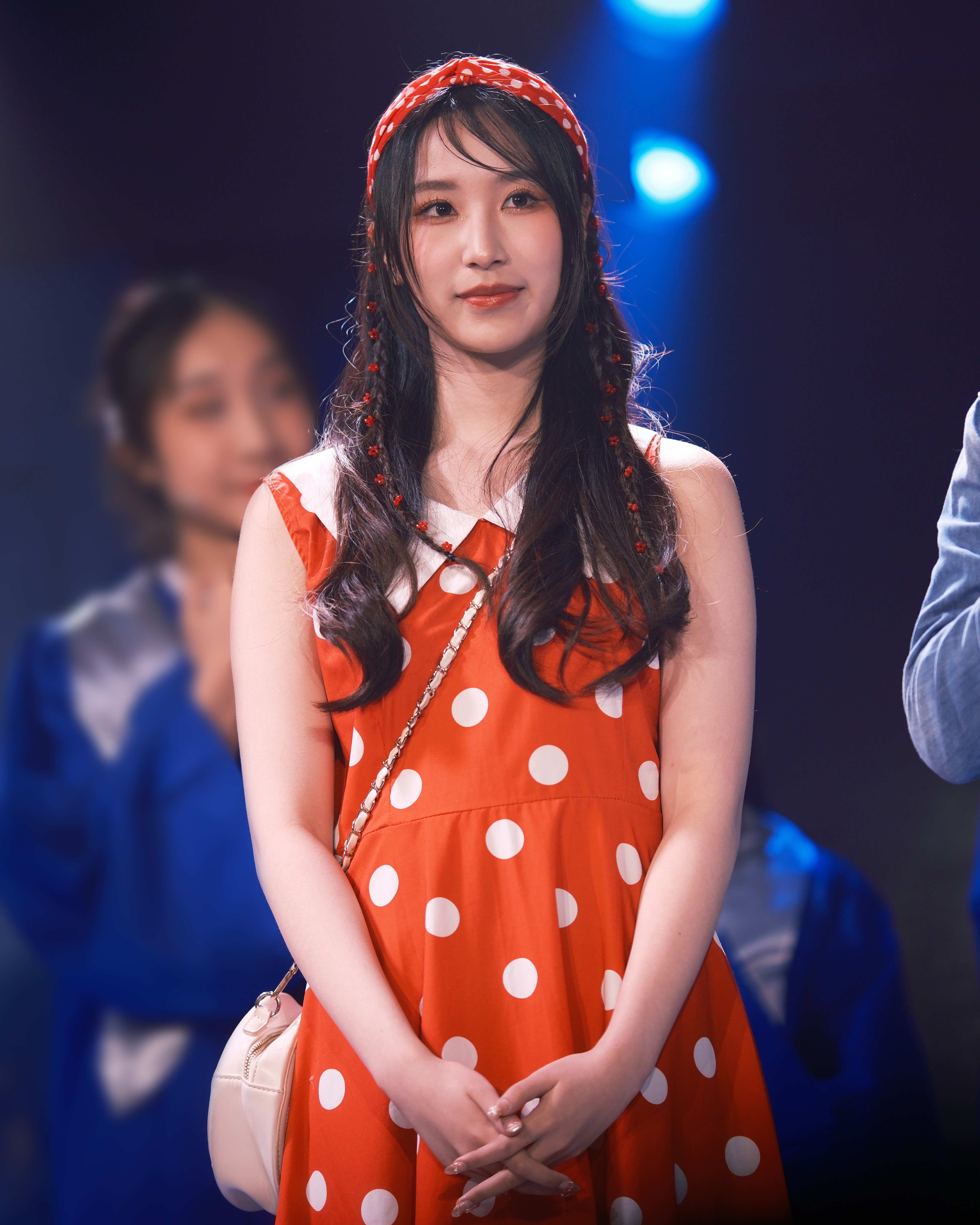
2025年3月22日，香港女歌手詹天文參演本劇，飾演年青嚴麗珍一角

2023年10月，劇本修訂至被稱為8.0版的版本，除了有蘇韻姿及早期演員關寶慧作限定演出，亦有簡可圖加入。
2024年5月至8月間，為慶祝公演超過500場，邀請向海嵐演出主角嚴麗珍一角共40場。
2025年3月至4月間，為慶祝公演超過600場，邀請多位藝人在小量場次作客串演出，包括由向海嵐再次飾演嚴麗珍，還有強尼、潘藝桐、詹天文、江嘉敏、黃可盈、林智樂、文凱婷、潘靜文客串（詳見角色表）。

## 音樂
劇中共有22首原創歌曲，包括《暗戀的魔咒》、《點指兵兵》、《已讀不回》、《我有個夢》、《她只當我是朋友》等。
第一幕接近尾聲的《嚴校長的青春日誌》一曲，是串連第一幕所有主題旋律的Act One Finale，由年青嚴麗珍與年青高立仁角色主唱。
《她只當我是朋友》是Alex一角主唱的歌曲，2019年歌手劉威煌飾演了該角色，其版本的《她只當我是朋友》被安排作獨立發行及派台，並拍攝了MV發表。
陳恩碩於2021年執導了一套由《我有個夢》衍生而來的同名迷你音樂劇微電影，邀請香港100位學校校長參演，以鼓勵該年的DSE考生。同年8月《2021年度香港小姐競選》的準決賽中，擔任表演嘉賓的兩位前任冠軍向海嵐（當時仍未參演此劇）及朱晨麗演唱了該曲。2022年，廖嘉敏、唐曉楓、張詠怡、楊皓鈞主唱版本的《我有個夢》作獨立發行及拍攝了MV發表。

## 獎項與提名
| 頒獎年月  | 頒獎禮                     | 獎項                                            | 結果 | 來源          |
| --------- | -------------------------- | ----------------------------------------------- | ---- | ------------- |
| 2025年2月 | 2024演艺大世界音乐剧风云榜 | 年度优秀音乐剧（演艺新空间 原创音乐剧）（之一） | 獲獎 | [ 48 ] [ 13 ] |

## 外部連結
- 《我們的青春日誌》官方網頁 （页面存档备份，存于）